# Campionat del món d'escacs femení de 1934
El Campionat del món d'escacs femení de 1934 es va celebrar a Rotterdam, als Països Baixos, en format de matx entre Vera Menchik i Sonja Graf.
El 1934, la campiona mundial femenina d'escacs Vera Menchik va ser desafiada per Sonja Graf, una altra jugadora que, com Menchik, competia regularment amb homes en torneigs oberts. El mats es va jugar a Rotterdam durant quatre partides. Menchik era la gran favorita abans del matx, però Graf va causar una petita sensació en guanyar la primera partida. Menchik va guanyar les altres tres, però, per defensar amb èxit el seu títol.
|                    | 1 | 2 | 3 | 4 | Punts |
| ------------------ | - | - | - | - | ----- |
| Vera Menchik (TCH) | 0 | 1 | 1 | 1 | 3     |
| Sonja Graf (GER)   | 1 | 0 | 0 | 0 | 1     |
Va ser la primera vegada que el títol femení es posava en joc en un matx organitzat per iniciativa personal de dues jugadores (com el títol obert d'aleshores) i no sota els auspicis de la FIDE.